# Canotia
Canotia ist eine Pflanzengattung innerhalb der Familie der Spindelbaumgewächse (Celastraceae).

## Beschreibung

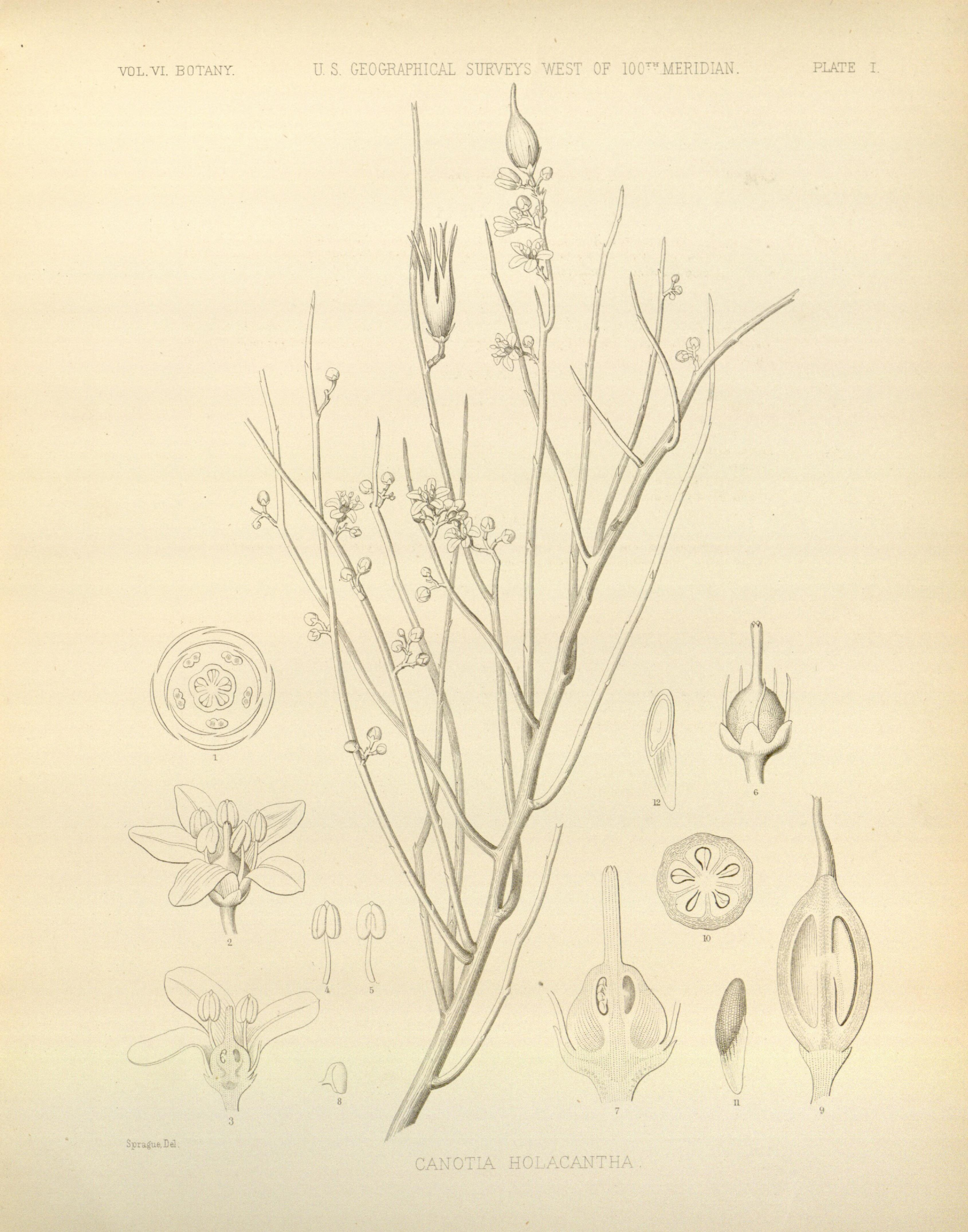
Illustration aus Report upon United States Geographical surveys west of the one hundredth meridian, Tafel I von Canotia holacantha

### Vegetative Merkmale
Canotia-Arten sind kahle Bäume oder Sträucher, an den Stämmen stehen dunkle Drüsen. Die Blätter stehen wechselständig und sind zu Schuppenblättern reduziert.

### Generative Merkmale
Der Blütenstand ist achselbürtig, sympodial oder thyrsenähnlich. Die Blüten sind zwittrig und fünfzählig, der Diskus fleischig und ringförmig, fünfwinklig oder fünflappig. Die Staubbeutel öffnen sich längs zum Zentrum der Blüte hin, der Fruchtknoten ist fünffächrig, je Fach gibt es zwei bis sechs Samenanlagen.
Die längliche, schnabelförmige und holzige Kapselfrucht öffnet sich längs und entlang der Scheidewände (Septen), je Fach mit einem (selten zwei) Samen. Die Samen sind länglich, abgeflacht und eiweißreich, sie können am Ansatz häutig geflügelt sein.

## Systematik und Verbreitung
Die Gattung Canotia wurde 1861 durch John Torrey in Asa Gray: Report on the Colorado River, 4, S. 15 aufgestellt. Typusart ist Canotia holacantha Torr. ex A.Gray
Die Gattung Canotia ist häufig auch anderen Familien zugeordnet worden, so den Rutaceae, Koeberliniaceae oder einer eigenen Familie, den Canotiaceae. Molekulargenetische Untersuchungen bestätigten ihre Platzierung in der Familie Celastraceae; sie gilt als Schwestertaxon zu Acanthothamnus.
Die Gattung Canotia kommt in Mexiko und den südöstlichen USA, in Wüsten vor.
Die Gattung Canotia umfasst nur zwei Arten:
- Canotia holacantha Torr.: Sie kommt in Utah, Arizona und im nordwestlichen Mexiko vor.[1]
- Canotia wendtii M.C.Johnst.: Sie kommt im mexikanischen Bundesstaat Chihuahua vor.[1]

## Nachweise
- M.P. Simmons: Celastraceae. In: Klaus Kubitzki (Hrsg.): The Families and Genera of Vascular Plants – Volume VI – Flowering Plants – Dicotyledons – Celastrales, Oxalidales, Rosales, Cornales, Ericales. 2004, S. 29–64.